# André Lagasse
André Lagasse (* 21. März 1923 in Ixelles/Elsene; † 11. August 2010) war ein belgischer Universitätsprofessor für Rechtswissenschaften und Politiker der Front démocratique des francophones (FDF). Lagasse war Mitbegründer der FDF und schaffte im Jahr 1965 als erster seiner Partei, deren Vorsitzender er von 1972 bis 1975 war, den Einzug in den Senat. Er war zudem der erste Vorsitzende der Brüsseler Agglomeration, der Vorgängerin der heutigen Region Brüssel-Hauptstadt. Im Zuge seiner akademischen Laufbahn hatte Lagasse von 1971 bis 1973 das Amt des Dekans der Rechtsfakultät der Université Catholique de Louvain (UCL) inne.

## Leben
Die Familie von Lagasse stammte ursprünglich aus der Thiérache-Gegend und war im 19. Jahrhundert nach Brüssel gezogen. André Lagasse war das dritte von sechs Kindern in seiner Familie. Nach einem Schulabschluss mit 15 Jahren am Collège Saint-Boniface in Ixelles/Elsene, zog es ihn zunächst zur Brüsseler Facultés Universitaires Saint-Louis (FUSL) und danach nach Löwen, wo er an der damals noch einheitlichen Université Catholique de Louvain (UCL) Rechtswissenschaften studierte. Im Jahr 1943, unter deutscher Besatzung, gegen die er aktiv bewaffneten Widerstand geleistet hatte, promovierte er zum Doktor. Ein gesondertes Studium in Sozialrecht beendete er erfolgreich im Jahr 1949 an der Universität Nancy in Frankreich.
Nach seinem Studium trat Lagasse im Jahr 1948 der Rechtsfakultät der UCL zunächst als Assistent und später als Dozent und Professor bei. Vor der definitiven Spaltung der alten Katholischen Universität Löwen (1968) gehörte André Lagasse der französischsprachigen Professorenvereinigung Association du corps académique et du personnel scientifique de l’Université de Louvain (ACAPSUL) an und gestaltete den Umzug der frankophonen UCL nach Neu-Löwen mit. Von 1971 bis 1973 hatte er das Amt des Dekans der Rechtsfakultät inne und im Jahr 1974 gründete er mit den Professoren Dalcq und Fontaine das Centre de droit des obligations (Zentrum für Schuldverhältnisrecht). Im Jahr 1984 wurde er emeritiert.

## Politische Laufbahn
Im Dezember 1963 gründete André Lagasse mit dreihundert anderen Universitätsprofessoren die Bewegung Rassemblement pour le Droit et la Liberté (RDL), die sich partei- und konfessionsübergreifend für die Wahrung der Grundrechte und gegen Intoleranz, Fanatismus und Zwang in kulturellen und sprachlichen Angelegenheiten. Seinen Einstieg in die aktive Politik erlebte er in der regionalistischen Partei mit christdemokratischer Tendenz Rénovation wallonne. Von 1963 bis 1965 war er Mitglied im Lenkungsgremium der gemeinsamen permanenten Delegation der vier wallonischen Bewegungen Mouvement populaire wallon, Wallonie libre, Rénovation wallonne und Mouvement libéral wallon.
Im Jahr 1964 gehörte André Lagasse neben Persönlichkeiten wie Lucien Outers, Marcel Thiry oder Léon Defosset zu den Gründungsmitgliedern der Partei Front démocratique des francophones (FDF), die sich bis heute besonders für die Interessen der frankophonen Bevölkerung in Brüssel und in den Brüsseler Randgemeinden einsetzt. Bei den Parlamentswahlen von 1965 schaffte Lagasse als erster Politiker der damals neuen Partei den Sprung in den Senat. Dieses Mandat konnte er bis 1987 halten. Im Senat konzentrierte er seine Arbeit vor allem auf das Statut Brüssels und die internationale Rolle der Stadt. Um die Förderung der französischen Sprache bemüht, trug Lagasse neben Lucien Outers oder François Perin ebenfalls im Jahr 1967 zur Gründung der Association internationale des parlementaires de langue française (AIPLF), der Vorgängerin der heutigen parlamentarischen Versammlung der Frankophonie, bei.
Vor den Parlamentswahlen vom 31. März 1968 ging die FDF eine Listenverbindung mit der wallonisch-regionalistischen Partei Rassemblement wallon (RW) unter François Perin ein, die bis zum Auseinanderbrechen der RW im Jahr 1976 bestehen blieb. Die FDF-RW, die von Lagasse mitgetragen wurde und an deren Spitze Jean Devieusart gewählt wurde, konnte dabei ein gutes Wahlresultat erkämpfen. Seinen größten Erfolg erlebte André Lagasse jedoch bei den ersten (und einzigen) Agglomerationswahlen vom 21. November 1971, bei der der Rat und das Kollegium der Brüsseler Agglomeration, der direkten Vorgängerin der Region Brüssel-Hauptstadt, zusammengestellt wurden. Für diese Wahlen hatten sich die FDF, der französischsprachige Flügel der liberalen Parti de la liberté et du progrès (PLP) (Vorgängerin der Parti Réformateur Libéral (PRL)) und einige andere regionalistische Parteien unter dem Namen Rassemblement bruxellois (RB) vereint. Die RB konnte mit 42 von 83 Sitzen einen unbestrittenen Wahlsieg feiern und André Lagasse wurde zum ersten und einzigen Vorsitzenden der Agglomeration ernannt.
Innerhalb der FDF war Lagasse von Mai 1972 bis Januar 1975 Parteivorsitzender. Er befürwortete die letztendlich im Jahr 1992 erfolgte Annäherung zwischen FDF und PRL, aus der dann später die heutige Mouvement Réformateur (MR) entstand. Auf lokaler Ebene gehörte er von 1970 bis 1988 dem Brüsseler Stadtrat an.
Im Jahr 1987 sorgte Lagasse ein letztes Mal für eine Überraschung. Bei den anstehenden Parlamentswahlen hatte er vorsätzlich einen der letzten Listenplätze im Wahlbezirk Nivelles für die Abgeordnetenkammer eingenommen, da er seine politische Karriere beenden wollte. Durch das belgische Wahlsystem konnte er jedoch von überzähligen Stimmen aus dem Brüsseler Wahlkreis profitieren und schafften somit zur allgemeinen Verwunderung den Sprung in die Kammer, wo er bis 1991 verblieb. Danach nahm er endgültig seinen Abschied aus der aktiven Politik.
André Lagasse verstarb am 11. August 2010.

## Übersicht der politischen Ämter
- 1965 – 1987: Senator
- 1970 – 1988: Mitglied des Stadtrates der Stadt Brüssel
- 1971 – 1989: Vorsitzender des Rates und des Kollegiums der Brüsseler Agglomeration
- 1987 – 1991: Mitglied der Abgeordnetenkammer
- 1988 – 1991: Mitglied des Rates der Wallonischen Region